# Nizhneúdinsk
Nizhneúdinsk (del ruso: Нижнеудинск) es una ciudad del óblast de Irkutsk, en Rusia. Está situada a orillas del río Chuna, también llamado Udá, de la cuenca del Yeniséi, a 448 km al noroeste de Irkutsk. A 75 km se encuentra la ciudad de Alzamái. Contaba con 31.090 habitantes en 2009.

## Historia
El origen de la ciudad se remonta a la fundación en 1648 de Prokovski Gorodok por los cosacos. Se construyó un ostrog al año siguiente, que sería ampliado en 1664. En 1783, la localidad recibió el estatus de ciudad y el nombre actual. Este nombre se escogió para distinguirla de Verjneúdinsk (la actual Ulán-Udé), situada a orillas de otro río Udá, afluente del Selengá.
Nizhneúdinsk fue durante largo tiempo un mercado regional para el oro, los productos de la caza y el ganado.

## Demografía
| 1897  | 1926   | 1959   | 1970   | 1979   | 1989   | 2002   | 2008   |
| ----- | ------ | ------ | ------ | ------ | ------ | ------ | ------ |
| 5 800 | 10 400 | 38 800 | 39 700 | 41 400 | 43 700 | 39 624 | 37 382 |

## Cultura y lugares de interés
En Nizhneúdinsk hay varios edificios del siglo XIX, entre ellos la iglesia de San Nicolás (Никольская церковь).
A lo largo del Chuna se encuentran varios lugares de interés. A unos 20 km corriente abajo se encuentra la cascada Ukovski, de 20 m de altura, y 75 km río arriba están las grutas de Nizhneúdinsk. La zona montañosa del curso superior del río, es denominada Tofalaria, región poblada por una de las etnias más pequeñas de Rusia, los tofalar. Desde 1972, la ciudad cuenta con un museo de etnografía territorial.

## Economía y transporte

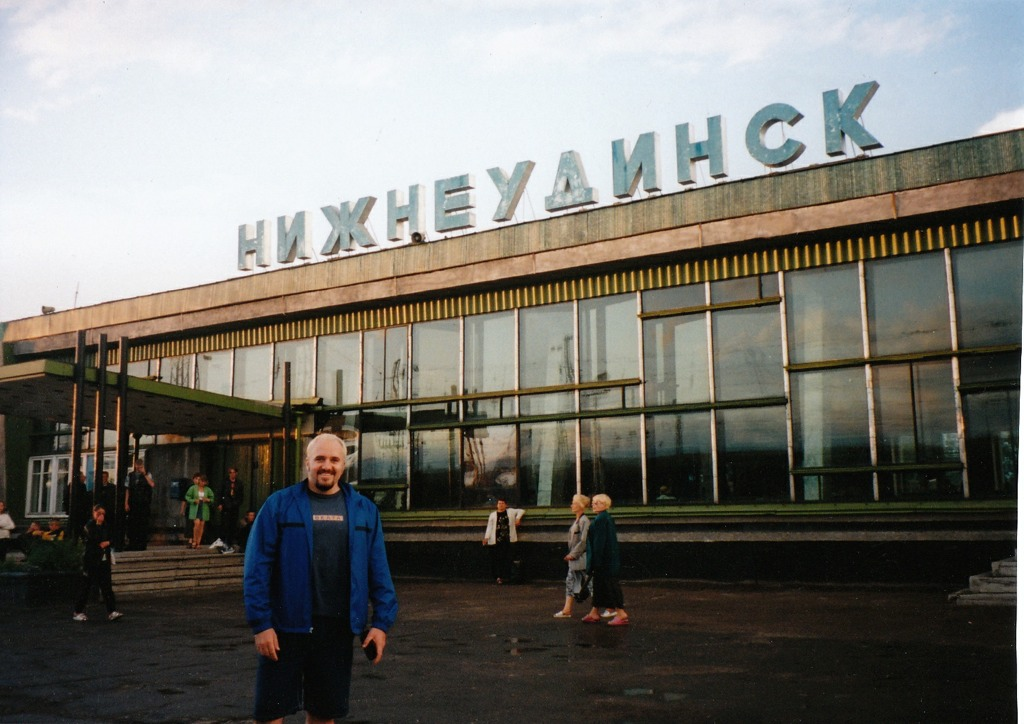
Estación de ferrocarril.

Nizhneúdinsk es un centro maderero. Por otro lado, existen empresas dedicadas al tráfico ferroviario, a la construcción y al sector alimentario, ya que los alrededores es importante la agricultura (cultivos técnicos primarios y vegetales, ganado).
Nizhneúdinsk se encuentra en el ferrocarril Transiberiano, en el kilómetro 4.679 desde Moscú y en la carretera M53, Novosibirsk-Irkutsk-Listvianka.